# ATP-toernooi van Monte Carlo
Het ATP-toernooi van Monte Carlo is een jaarlijks terugkerend tennistoernooi voor mannen dat wordt georganiseerd in het Franse Roquebrune-Cap-Martin. De officiële naam van het toernooi is de Monte-Carlo Rolex Masters.
Er wordt gespeeld op gravel en het toernooi valt in de categorie "ATP World Tour 1000", de hoogste categorie van de ATP. Het toernooi wordt vanaf 1897 gehouden en vanaf 1969 is het open voor alle tennissers, inclusief proftennissers.
Het toernooi heeft plaats op de Monte Carlo Country Club in de Franse gemeente Roquebrune-Cap-Martin in het departement Alpes-Maritimes. Het toernooi wordt aangeduid als het toernooi van Monte Carlo, Monaco, maar vindt feitelijk dus net over de grens in Frankrijk plaats. De locatie heeft een capaciteit van 15.644 toeschouwers. Het center court 'Court Rainier III' biedt plaats aan 10.200 toeschouwers.

## Finales

### Enkelspel
| Datum             | Naam                                          | Categorie                                    | ($/€)                                        | Deeln.                                       | Winnaar                                      | Verliezend finalist                          | Uitslag                                      |                                              |
| ----------------- | --------------------------------------------- | -------------------------------------------- | -------------------------------------------- | -------------------------------------------- | -------------------------------------------- | -------------------------------------------- | -------------------------------------------- | -------------------------------------------- |
| 1897              |                                               |                                              |                                              |                                              | Reginald Doherty (1)                         | Blackwood Price                              | 6-2, 6-1, 6-2                                |                                              |
| 1898              |                                               |                                              |                                              |                                              | Reginald Doherty (2)                         | Graf Victor Voss                             | 4-6, 6-3, 6-3, 4-0, opgave                   |                                              |
| 1899              |                                               |                                              |                                              |                                              | Reginald Doherty (3)                         | Graf Victor Voss                             | 6-2, opgave                                  |                                              |
| 1900              |                                               |                                              |                                              |                                              | Laurence Doherty (1)                         | Vlag van Verenigd Koninkrijk                 |                                              |                                              |
| 1901              |                                               |                                              |                                              |                                              | Laurence Doherty (2)                         | Wilberforce Eaves                            | 6-2, 5-7, 6-1                                |                                              |
| 1902              |                                               |                                              |                                              |                                              | Reginald Doherty (4)                         | George Hillyard                              | 6-1, 6-4, 6-3                                |                                              |
| 1903              |                                               |                                              |                                              |                                              | Reginald Doherty (5)                         | Frank Riseley                                | 6-1, 14-16, opgave                           |                                              |
| 1904              |                                               |                                              |                                              |                                              | Reginald Doherty (6)                         | Josiah Ritchie                               | 6-1, 7-5, 3-6, 7-5                           |                                              |
| 1905              |                                               |                                              |                                              |                                              | Laurence Doherty (3)                         | Josiah Ritchie                               | 6-4, 8-6, 6-4                                |                                              |
| 1906              |                                               |                                              |                                              |                                              | Laurence Doherty (4)                         | Wilberforce Eaves                            | 6-3, 11-9                                    |                                              |
| 1907              |                                               |                                              |                                              |                                              | Josiah Ritchie                               | Laurence Doherty                             | 8-6, 7-5, 8-6                                |                                              |
| 1908              |                                               |                                              |                                              |                                              | Anthony Wilding (1)                          | Wilberforce Eaves                            | 6-3, 2-6, 6-3, 4-6, 6-0                      |                                              |
| 1909              |                                               |                                              |                                              |                                              | Fred Alexander                               | Laurence Doherty                             | 7-5, 6-4, 6-1                                |                                              |
| 1910              |                                               |                                              |                                              |                                              | Max Décugis                                  | Josiah Ritchie                               | 6-3, 6-0, 6-0                                |                                              |
| 1911              |                                               |                                              |                                              |                                              | Anthony Wilding (2)                          | Max Décugis                                  | 5-7, 1-6, 6-3, 6-0, 6-1                      |                                              |
| 1912              |                                               |                                              |                                              |                                              | Anthony Wilding (3)                          | C. Moore                                     | 6-3, 6-0, 6-0                                |                                              |
| 1913              |                                               |                                              |                                              |                                              | Anthony Wilding (4)                          | F. Poulin                                    | 6-0, 6-2, 6-1                                |                                              |
| 1914              |                                               |                                              |                                              |                                              | Anthony Wilding (5)                          | Gordon Lowe                                  | 6-2, 6-3, 6-2                                |                                              |
| 1915-1918         | Geen toernooi vanwege de Eerste Wereldoorlog  | Geen toernooi vanwege de Eerste Wereldoorlog | Geen toernooi vanwege de Eerste Wereldoorlog | Geen toernooi vanwege de Eerste Wereldoorlog | Geen toernooi vanwege de Eerste Wereldoorlog | Geen toernooi vanwege de Eerste Wereldoorlog | Geen toernooi vanwege de Eerste Wereldoorlog | Geen toernooi vanwege de Eerste Wereldoorlog |
| 1919              |                                               |                                              |                                              |                                              | Nicholas Mishu                               | Max Décugis                                  | 6-2, 6-0                                     |                                              |
| 1920              |                                               |                                              |                                              |                                              | Gordon Lowe (1)                              | Josiah Ritchie                               | 7-5, 6-2                                     |                                              |
| 1921              |                                               |                                              |                                              |                                              | Gordon Lowe (2)                              | Major Algernon Kingscote                     | 6-1, 0-6, 6-4, 6-2                           |                                              |
| 1922              |                                               |                                              |                                              |                                              | Comte Balbi di Robecco                       | Alain Gerbault                               | 6-1, 6-4, 6-3                                |                                              |
| 1923              |                                               |                                              |                                              |                                              | Gordon Lowe (3)                              | Leighton Crawford                            | 6-2, 6-4, 6-4                                |                                              |
| 1924              |                                               |                                              |                                              |                                              | Leighton Crawford                            | Leonce Aslangul                              | 6-4, 3-6, 6-2                                |                                              |
| 1925              | Geen toernooi                                 | Geen toernooi                                | Geen toernooi                                | Geen toernooi                                | Geen toernooi                                | Geen toernooi                                | Geen toernooi                                | Geen toernooi                                |
| 1926              |                                               |                                              |                                              |                                              | Bela Von Kehrling (1)                        | Charles Kingsley                             | 6-4, 6-1, 6-3                                |                                              |
| 1927              |                                               |                                              |                                              |                                              | Bela Von Kehrling (2)                        | Erik Worm                                    | Walk-over                                    |                                              |
| 1928              |                                               |                                              |                                              |                                              | Henri Cochet (1)                             | Bela Von Kehrling                            | 3-6, 2-6, 6-3, 6-3, 6-2                      |                                              |
| 1929              |                                               |                                              |                                              |                                              | Henri Cochet (2)                             | Humberto De Morpurgo                         | 8-6, 6-4, 6-4                                |                                              |
| 1930              |                                               |                                              |                                              |                                              | Bill Tilden                                  | Bunny Austin                                 | 6-4, 6-4, 6-1                                |                                              |
| 1931              |                                               |                                              |                                              |                                              | Henri Cochet (3)                             | George Rogers                                | 7-5, 6-2, 6-4                                |                                              |
| 1932              |                                               |                                              |                                              |                                              | Roderick Menzel                              | George Rogers                                | 6-4, 7-5, 6-2                                |                                              |
| 1933              |                                               |                                              |                                              |                                              | Bunny Austin (1)                             | George Rogers                                | 11-9, 6-3, 7-5                               |                                              |
| 1934              |                                               |                                              |                                              |                                              | Bunny Austin (2)                             | Giorgio De Stefani                           | 6-1, 8-6, 6-4                                |                                              |
| 1935              |                                               |                                              |                                              |                                              | Giovanni Palmieri                            | Bunny Austin                                 | 6-1, 6-1, 7-5                                |                                              |
| 1936              |                                               |                                              |                                              |                                              | Gottfried von Cramm (1)                      | Henner Henkel                                | 4-6, 4-6, 7-5, 6-4, 7-5                      |                                              |
| 1937              |                                               |                                              |                                              |                                              | Gottfried von Cramm (2)                      | Christian Boussus                            | 6-2, 3-6, 6-2, 2-6, 6-2                      |                                              |
| 1938              |                                               |                                              |                                              |                                              | Ferenc Puncec                                | Christian Boussus                            | 6-0, 6-1, 6-1                                |                                              |
| 1939              |                                               |                                              |                                              |                                              | Pierre Pelizza (1)                           | Yvon Petra                                   | 6-8, 6-3, 6-4, 6-2                           |                                              |
| 1941-1945         | Geen toernooi vanwege de Eerste Wereldoorlog  | Geen toernooi vanwege de Eerste Wereldoorlog | Geen toernooi vanwege de Eerste Wereldoorlog | Geen toernooi vanwege de Eerste Wereldoorlog | Geen toernooi vanwege de Eerste Wereldoorlog | Geen toernooi vanwege de Eerste Wereldoorlog | Geen toernooi vanwege de Eerste Wereldoorlog | Geen toernooi vanwege de Eerste Wereldoorlog |
| 1946              |                                               |                                              |                                              |                                              | Pierre Pelizza (2)                           | Yvon Petra                                   | 6-3, 6-2, 4-6, 6-3                           |                                              |
| 1947              |                                               |                                              |                                              |                                              | Lennart Bergelin                             | Budge Patty                                  | 6-3, 6-8, 1-6, 6-2, 8-6                      |                                              |
| 1948              |                                               |                                              |                                              |                                              | József Asbóth                                | Gianni Cucelli                               | 6-3, 6-2, 5-7, 6-2                           |                                              |
| 1949              |                                               |                                              |                                              |                                              | Frank Parker                                 | Gianni Cucelli                               | 2-6, 6-3, 6-0, 6-4                           |                                              |
| 1950              |                                               |                                              |                                              |                                              | Jaroslav Drobný                              | Bill Talbert                                 | 6-4, 6-4, 6-1                                |                                              |
| 1951              |                                               |                                              |                                              |                                              | Straight Clark                               | Fred Kovaleski                               | 1-6, 6-4, 6-4, 1-6, 10-8                     |                                              |
| 1952              |                                               |                                              |                                              |                                              | Frank Sedgman                                | Jaroslav Drobný                              | 7-5, 6-2, 5-7, 6-1                           |                                              |
| 1953              |                                               |                                              |                                              |                                              | Władysław Skonecki (1)                       | Jaroslav Drobný                              | 6-3, 6-4, 11-9                               |                                              |
| 1954              |                                               |                                              |                                              |                                              | Lorne Main                                   | Tony Vincent                                 | 9-7, 3-6, 7-5, 6-4                           |                                              |
| 1955              |                                               |                                              |                                              |                                              | Władysław Skonecki (2)                       | Budge Patty                                  | 6-4, 6-2, 8-6                                |                                              |
| 1956              |                                               |                                              |                                              |                                              | Hugh Stewart                                 | Tony Vincent                                 | 1-6, 8-6, 6-0, 6-2                           |                                              |
| 1957              |                                               |                                              |                                              |                                              | Jacky Brichant                               | Paul Remy                                    | 3-6, 5-5, opgave                             |                                              |
| 1958              |                                               |                                              |                                              |                                              | Robert Haillet (1)                           | Jaroslav Drobný                              | 6-4, 6-4, 6-3                                |                                              |
| 1959              |                                               |                                              |                                              |                                              | Robert Haillet (2)                           | Budge Patty                                  | 9-7, 6-3, 4-6, 6-3                           |                                              |
| 1960              |                                               |                                              |                                              |                                              | Andrés Gimeno                                | Mike Davies                                  | 8-6, 6-3, 6-4                                |                                              |
| 1961              |                                               |                                              |                                              |                                              | Nicola Pietrangeli (1)                       | Pierre Darmon                                | 6-4, 1-6, 6-3, 6-3                           |                                              |
| 1962              |                                               |                                              |                                              |                                              | Pierre Darmon (1)                            | Boro Jovanović                               | 6-2, 6-1, 6-3                                |                                              |
| 1963              |                                               |                                              |                                              |                                              | Pierre Darmon (2)                            | Jan-Erik Lundqvist                           | 6-2, 2-6, 6-1, 5-7, 6-4                      |                                              |
| 1964              |                                               |                                              |                                              |                                              | Martin Mulligan                              | Jan-Erik Lundqvist                           | 6-4, 6-4                                     |                                              |
| 1965              |                                               |                                              |                                              |                                              | István Gulyás                                | Jiří Javorský                                | 6-3, 7-9, 8-6, 6-4                           |                                              |
| 1966              |                                               |                                              |                                              |                                              | Manuel Santana                               | Nicola Pietrangeli                           | 8-6, 4-6, 6-4, 6-1                           |                                              |
| 1967              |                                               |                                              |                                              |                                              | Nicola Pietrangeli (2)                       | Martin Mulligan                              | 6-3, 3-6, 6-3, 6-1                           |                                              |
| 15-04-1968        |                                               |                                              |                                              |                                              | Nicola Pietrangeli (3)                       | Alex Metreveli                               | 6-2, 6-2                                     |                                              |
| ↓ open tijdperk ↓ |                                               |                                              |                                              |                                              |                                              |                                              |                                              |                                              |
| 15-04-1969        |                                               |                                              | $ 5.000                                      |                                              | Tom Okker                                    | John Newcombe                                | 8-10, 6-1, 7-5, 6-3                          | Details                                      |
| 13-04-1970        |                                               |                                              | $ 5.000                                      |                                              | Željko Franulović                            | Manuel Orantes                               | 6-4, 6-3, 6-3                                | Details                                      |
| 05-04-1971        |                                               |                                              | $ 20.000                                     |                                              | Ilie Năstase (1)                             | Tom Okker                                    | 3-6, 8-6, 6-1, 6-1                           | Details                                      |
| 27-03-1972        |                                               |                                              | $ 20.000                                     |                                              | Ilie Năstase (2)                             | František Pála                               | 6-1, 6-0, 6-3                                | Details                                      |
| 14-04-1973        |                                               |                                              | $ 20.000                                     |                                              | Ilie Năstase (3)                             | Björn Borg                                   | 6-4, 6-1, 6-2                                | Details                                      |
| 08-04-1974        |                                               |                                              | $ 50.000                                     |                                              | Andrew Pattison                              | Ilie Năstase                                 | 5-7, 6-3, 6-4                                | Details                                      |
| 23-03-1975        |                                               |                                              | $ 60.000                                     |                                              | Manuel Orantes                               | Bob Hewitt                                   | 6-2, 6-4                                     | Details                                      |
| 13-04-1976        |                                               |                                              | $ 60.000                                     |                                              | Guillermo Vilas (1)                          | Wojciech Fibak                               | 6-1, 6-1, 6-4                                | Details                                      |
| 04-04-1977        |                                               |                                              | $ 100.000                                    |                                              | Björn Borg (1)                               | Corrado Barazzutti                           | 6-3, 7-5, 6-0                                | Details                                      |
| 10-04-1978        |                                               |                                              | $ 175.000                                    |                                              | Raúl Ramírez                                 | Tomáš Šmíd                                   | 6-3, 6-3, 6-4                                | Details                                      |
| 09-04-1979        |                                               |                                              | $ 175.000                                    |                                              | Björn Borg (2)                               | Vitas Gerulaitis                             | 6-2, 6-1, 6-3                                | Details                                      |
| 31-03-1980        |                                               |                                              | $ 175.000                                    |                                              | Björn Borg (3)                               | Guillermo Vilas                              | 6-1, 6-0, 6-2                                | Details                                      |
| 13-04-1981        | Monte-Carlo Open                              |                                              | $ 250.000                                    |                                              |                                              | Jimmy Connors Guillermo Vilas                | 5-5 (gestopt, regen)                         | Details                                      |
| 05-04-1982        | Monte-Carlo Open                              |                                              | $ 300.000                                    |                                              | Guillermo Vilas (2)                          | Ivan Lendl                                   | 6-1, 7-6, 6-3                                | Details                                      |
| 15-05-1983        | Monte-Carlo Open                              |                                              | $ 300.000                                    |                                              | Mats Wilander (1)                            | Mel Purcell                                  | 6-1, 6-2, 6-3                                | Details                                      |
| 10-06-1984        | Monte-Carlo Open                              |                                              | $ 325.000                                    |                                              | Henrik Sundström                             | Mats Wilander                                | 6-3, 7-5, 6-2                                | Details                                      |
| 07-04-1985        | Monte-Carlo Open                              |                                              | $ 405.000                                    |                                              | Ivan Lendl (1)                               | Mats Wilander                                | 6-1, 6-3, 4-6, 6-4                           | Details                                      |
| 27-04-1986        | Monte-Carlo Open                              |                                              | $ 405.000                                    |                                              | Joakim Nyström                               | Yannick Noah                                 | 6-3, 6-2                                     | Details                                      |
| 26-04-1987        | Monte-Carlo Open                              |                                              | $ 513.000                                    |                                              | Mats Wilander (2)                            | Jimmy Arias                                  | 4-6, 7-5, 6-1, 6-3                           | Details                                      |
| 24-04-1988        | Monte-Carlo Open                              |                                              | $ 492.500                                    |                                              | Ivan Lendl (2)                               | Martín Jaite                                 | 5-7, 6-4, 7-5, 6-3                           | Details                                      |
| 30-04-1989        | Monte-Carlo Open                              |                                              | $ 597.500                                    |                                              | Alberto Mancini                              | Boris Becker                                 | 7-5, 2-6, 7-6, 7-5                           | Details                                      |
| 29-04-1990        | Monte-Carlo Open                              | Championship Series SW                       | $ 750.000                                    | 56H/24Q                                      | Andrej Tsjesnokov                            | Thomas Muster                                | 7-5, 6-3, 6-3                                | Details                                      |
| 28-04-1991        | Monte-Carlo Open                              | Championship Series SW                       | $ 750.000                                    | 56H/28Q                                      | Sergi Bruguera (1)                           | Boris Becker                                 | 5-7, 6-4, 7-6(6), 7-6(4)                     | Details                                      |
| 26-04-1992        | Monte-Carlo Open                              | Championship Series SW                       | $ 1.020.000                                  | 56H/28Q                                      | Thomas Muster (1)                            | Aaron Krickstein                             | 6-3, 6-1, 6-3                                | Details                                      |
| 25-04-1993        | Monte-Carlo Open                              | Super 9                                      | $ 1.400.000                                  | 64H/28Q                                      | Sergi Bruguera (2)                           | Cédric Pioline                               | 7-6(2), 6-0                                  | Details                                      |
| 24-04-1994        | Monte-Carlo Open                              | Super 9                                      | $ 1.470.000                                  | 64H/32Q                                      | Andrej Medvedev                              | Sergi Bruguera                               | 7-5, 6-1, 6-3                                | Details                                      |
| 30-04-1995        | Monte-Carlo Open                              | Super 9                                      | $ 1.545.000                                  | 64H/28Q                                      | Thomas Muster (2)                            | Boris Becker                                 | 4-6, 5-7, 6-1, 7-6(6), 6-0                   | Details                                      |
| 28-04-1996        | Monte-Carlo Open                              | Super 9                                      | $ 1.950.000                                  | 64H/28Q                                      | Thomas Muster (3)                            | Albert Costa                                 | 6-3, 5-7, 4-6, 6-3, 6-2                      | Details                                      |
| 27-04-1997        | Monte-Carlo Open                              | Super 9                                      | $ 2.050.000                                  | 56H/28Q                                      | Marcelo Ríos                                 | Àlex Corretja                                | 6-4, 6-3, 6-3                                | Details                                      |
| 26-04-1998        | Monte-Carlo Open                              | Super 9                                      | $ 2.200.000                                  | 56H/28Q                                      | Carlos Moyà                                  | Cédric Pioline                               | 6-3, 6-0, 7-5                                | Details                                      |
| 25-04-1999        | Monte-Carlo Open                              | Super 9                                      | $ 2.200.000                                  | 56H/28Q                                      | Gustavo Kuerten (1)                          | Marcelo Ríos                                 | 6-4, 2-1, opgave                             | Details                                      |
| 23-04-2000        | Tennis Masters Series - Monte-Carlo           | Masters Series                               | $ 2.450.000                                  | 64H/32Q                                      | Cédric Pioline                               | Dominik Hrbatý                               | 6-4, 7-6, 7-6                                | Details                                      |
| 22-04-2001        | Tennis Masters Series - Monte-Carlo           | Masters Series                               | $ 2.450.000                                  | 64H/32Q                                      | Gustavo Kuerten (2)                          | Hicham Arazi                                 | 6-3, 6-2, 6-4                                | Details                                      |
| 21-04-2002        | Tennis Masters Series - Monte-Carlo           | Masters Series                               | $ 2.328.000                                  | 64H/32Q                                      | Juan Carlos Ferrero (1)                      | Carlos Moyà                                  | 7-5, 6-3, 6-4                                | Details                                      |
| 20-04-2003        | Tennis Masters Series - Monte-Carlo           | Masters Series                               | $ 2.200.000                                  | 64H/32Q                                      | Juan Carlos Ferrero (2)                      | Guillermo Coria                              | 6-2, 6-2                                     | Details                                      |
| 25-04-2004        | Tennis Masters Series - Monte-Carlo           | Masters Series                               | $ 2.200.000                                  | 56H/28Q                                      | Guillermo Coria                              | Rainer Schüttler                             | 6-2, 6-1, 6-3                                | Details                                      |
| 17-04-2005        | ATP Master Series Monte Carlo                 | Masters Series                               | $ 2.200.000                                  | 56H/28Q                                      | Rafael Nadal (1)                             | Guillermo Coria                              | 6-3, 6-1, 0-6, 7-5                           | Details                                      |
| 23-04-2006        | Masters Series Monte-Carlo presented by Rolex | Masters Series                               | $ 2.200.000                                  | 56H/28Q                                      | Rafael Nadal (2)                             | Roger Federer                                | 6-2, 6-7, 6-3, 7-6                           | Details                                      |
| 22-04-2007        | Masters Series Monte-Carlo presented by Rolex | Masters Series                               | $ 2.200.000                                  | 56H/28Q                                      | Rafael Nadal (3)                             | Roger Federer                                | 6-4, 6-4                                     | Details                                      |
| 27-04-2008        | Masters Series Monte-Carlo presented by Rolex | Masters Series                               | € 2.057.000                                  | 56H/28Q                                      | Rafael Nadal (4)                             | Roger Federer                                | 7-5, 7-5                                     | Details                                      |
| 19-04-2009        | Monte-Carlo Rolex Masters                     | Masters 1000                                 | € 2.227.500                                  | 56H/28Q                                      | Rafael Nadal (5)                             | Novak Đoković                                | 6-3, 2-6, 6-1                                | Details                                      |
| 18-04-2010        | Monte-Carlo Rolex Masters                     | Masters 1000                                 | € 2.227.500                                  | 56H/28Q                                      | Rafael Nadal (6)                             | Fernando Verdasco                            | 6-0, 6-1                                     | Details                                      |
| 17-04-2011        | Monte-Carlo Rolex Masters                     | Masters 1000                                 | € 2.227.500                                  | 56H/28Q                                      | Rafael Nadal (7)                             | David Ferrer                                 | 6-4, 7-5                                     | Details                                      |
| 22-04-2012        | Monte-Carlo Rolex Masters                     | Masters 1000                                 | € 2.227.500                                  | 56H/28Q                                      | Rafael Nadal (8)                             | Novak Đoković                                | 6-3, 6-1                                     | Details                                      |
| 21-04-2013        | Monte-Carlo Rolex Masters                     | Masters 1000                                 | € 2.646.495                                  | 56H/28Q                                      | Novak Đoković (1)                            | Rafael Nadal                                 | 6-2, 7-6(1)                                  | Details                                      |
| 20-04-2014        | Monte-Carlo Rolex Masters                     | Masters 1000                                 | € 2.884.675                                  | 56H/28Q                                      | Stanislas Wawrinka                           | Roger Federer                                | 4-6, 7-6(5), 6-2                             | Details                                      |
| 19-04-2015        | Monte-Carlo Rolex Masters                     | Masters 1000                                 | € 3.288.530                                  | 56H/28Q                                      | Novak Đokovic (2)                            | Tomas Berdych                                | 7-5, 4-6, 6-3                                | Details                                      |
| 17-04-2016        | Monte-Carlo Rolex Masters                     | Masters 1000                                 | € 3.748.925                                  | 56H/28Q                                      | Rafael Nadal (9)                             | Gaël Monfils                                 | 7-5, 5-7, 6-0                                | Details                                      |
| 23-04-2017        | Monte-Carlo Rolex Masters                     | Masters 1000                                 | € 4.273.775                                  | 56H/28Q                                      | Rafael Nadal (10)                            | Albert Ramos Viñolas                         | 6-1, 6-3                                     | Details                                      |
| 22-04-2018        | Monte-Carlo Rolex Masters                     | Masters 1000                                 | € 4.872.105                                  | 56H/28Q                                      | Rafael Nadal (11)                            | Kei Nishikori                                | 6-3, 6-2                                     | Details                                      |
| 21-04-2019        | Monte-Carlo Rolex Masters                     | Masters 1000                                 | € 5.207.405                                  | 56H/28Q                                      | Fabio Fognini                                | Dušan Lajović                                | 6-3, 6-4                                     | Details                                      |
| 19-04-2020        | Monte-Carlo Rolex Masters                     | Masters 1000                                 | € 5.433.555                                  | 56H/28Q                                      | Geen toernooi wegens de coronapandemie       | Geen toernooi wegens de coronapandemie       | Geen toernooi wegens de coronapandemie       | Geen toernooi wegens de coronapandemie       |
| 18-04-2021        | Monte-Carlo Rolex Masters                     | Masters 1000                                 | € 2.460.585                                  | 56H/28Q                                      | Stéfanos Tsitsipás                           | Andrej Roebljov                              | 6-3, 6-3                                     | Details                                      |
| 17-04-2022        | Monte-Carlo Rolex Masters                     | Masters 1000                                 | € 5.415.410                                  | 56H/28Q                                      | Stéfanos Tsitsipás (2)                       | Alejandro Davidovich Fokina                  | 6-3, 7-6(3)                                  | Details                                      |
| 16-04-2023        | Monte-Carlo Rolex Masters                     | Masters 1000                                 | € 5.779.335                                  | 56H/28Q                                      | Andrej Roebljov                              | Holger Rune                                  | 5-7, 6-2, 7-5                                | Details                                      |
| 14-04-2024        | Monte-Carlo Rolex Masters                     | Masters 1000                                 | € 5.950.575                                  | 56H/28Q                                      | Stéfanos Tsitsipás (3)                       | Casper Ruud                                  | 6-1, 6-4                                     | Details                                      |
| 13-04-2025        | Monte-Carlo Rolex Masters                     | Masters 1000                                 | € 6.128.940                                  | 56H/28Q                                      | Carlos Alcaraz                               | Lorenzo Musetti                              | 3–6, 6–1, 6–0                                | Details                                      |

### Dubbelspel
Vanaf 1968:
| Datum             | Naam                                          | Categorie              | ($/€)       | Deeln.   | Winnaars                               | Verliezend finalisten                     | Uitslag                                |                                        |
| ----------------- | --------------------------------------------- | ---------------------- | ----------- | -------- | -------------------------------------- | ----------------------------------------- | -------------------------------------- | -------------------------------------- |
| 15-04-1968        |                                               |                        |             |          | Sergej Lichatsjov Alex Metreveli       | Patrice Beust Daniel Contet               | 5-7, 9-7, 6-4, 5-7, 7-5                |                                        |
| ↓ open tijdperk ↓ |                                               |                        |             |          |                                        |                                           |                                        |                                        |
| 15-04-1969        |                                               |                        | $ 5.000     |          | Owen Davidson John Newcombe            | Pancho Gonzales Dennis Ralston            | 7-5, 11-13, 6-2, 6-1                   | Details                                |
| 13-04-1970        |                                               |                        | $ 5.000     |          | Marty Riessen Roger Taylor             | Pierre Barthès Nikola Pilić               | 6-3, 6-4, 6-2                          | Details                                |
| 05-04-1971        |                                               |                        | $ 20.000    |          | Ilie Năstase (1) Ion Țiriac            | Tom Okker Roger Taylor                    | 1-6, 6-3, 6-3, 8-6                     | Details                                |
| 27-03-1972        |                                               |                        | $ 20.000    |          | Patrice Beust Daniel Contet            | Jiří Hřebec Frantisek Pala                | 3-6, 6-1, 12-10, 6-2                   | Details                                |
| 14-04-1973        |                                               |                        | $ 20.000    |          | Juan Gisbert Ilie Năstase (2)          | Georges Goven Patrick Proisy              | 6-2, 6-2, 6-2                          | Details                                |
| 08-04-1974        |                                               |                        | $ 50.000    |          | John Alexander Phil Dent               | Manuel Orantes Tony Roche                 | 7-6, 4-6, 7-6, 6-3                     | Details                                |
| 23-03-1975        |                                               |                        | $ 60.000    |          | Bob Hewitt Frew McMillan               | Arthur Ashe Tom Okker                     | 6-3, 6-2                               | Details                                |
| 13-04-1976        |                                               |                        | $ 60.000    |          | Wojciech Fibak Karl Meiler             | Björn Borg Guillermo Vilas                | 7-6, 6-1                               | Details                                |
| 04-04-1977        |                                               |                        | $ 100.000   |          | François Jauffret Jan Kodeš            | Wojciech Fibak Tom Okker                  | 2-6, 6-3, 6-2                          | Details                                |
| 10-04-1978        |                                               |                        | $ 175.000   |          | Peter Fleming Tomáš Šmíd (1)           | Jaime Fillol Ilie Năstase                 | 6-4, 7-5                               | Details                                |
| 09-04-1979        |                                               |                        | $ 175.000   |          | Ilie Năstase (3) Raúl Ramírez          | Víctor Pecci Balázs Taróczy               | 6-3, 6-4                               | Details                                |
| 31-03-1980        |                                               |                        | $ 175.000   |          | Paolo Bertolucci Adriano Panatta       | Vitas Gerulaitis John McEnroe             | 6-2, 5-7, 6-4                          | Details                                |
| 13-04-1981        | Monte-Carlo Open                              |                        | $ 250.000   |          | Heinz Günthardt (1) Markus Günthardt   | Pavel Složil Tomáš Šmíd                   | 6-3, 6-3                               | Details                                |
| 05-04-1982        | Monte-Carlo Open                              |                        | $ 300.000   |          | Peter McNamara Paul McNamee            | Mark Edmondson Sherwood Stewart           | 6-7, 7-6, 6-3                          | Details                                |
| 15-05-1983        | Monte-Carlo Open                              |                        | $ 300.000   |          | Heinz Günthardt (2) Balázs Taróczy     | Henri Leconte Yannick Noah                | 6-2, 6-4                               | Details                                |
| 10-06-1984        | Monte-Carlo Open                              |                        | $ 325.000   |          | Mark Edmondson Sherwood Stewart        | Jan Gunnarsson Mats Wilander              | 6-2, 6-1                               | Details                                |
| 07-04-1985        | Monte-Carlo Open                              |                        | $ 405.000   |          | Pavel Složil Tomáš Šmíd (2)            | Shlomo Glickstein Shahar Perkiss          | 6-2, 6-3                               | Details                                |
| 27-04-1986        | Monte-Carlo Open                              |                        | $ 405.000   |          | Guy Forget Yannick Noah                | Joakim Nyström Mats Wilander              | 6-4, 3-6, 6-4                          | Details                                |
| 26-04-1987        | Monte-Carlo Open                              |                        | $ 513.000   |          | Hans Gildemeister Andrés Gómez         | Mansour Bahrami Michael Mortensen         | 6-2, 6-4                               | Details                                |
| 24-04-1988        | Monte-Carlo Open                              |                        | $ 492.500   |          | Sergio Casal Emilio Sánchez            | Henri Leconte Ivan Lendl                  | 6-1, 6-3                               | Details                                |
| 30-04-1989        | Monte-Carlo Open                              |                        | $ 597.500   |          | Tomáš Šmíd (3) Mark Woodforde          | Paolo Canè Diego Nargiso                  | 1-6, 6-4, 6-2                          | Details                                |
| 29-04-1990        | Monte-Carlo Open                              | Championship Series SW | $ 750.000   | 24 teams | Petr Korda (1) Tomáš Šmíd (4)          | Andrés Gómez Javier Sánchez               | 6-4, 7-6                               | Details                                |
| 28-04-1991        | Monte-Carlo Open                              | Championship Series SW | $ 750.000   | 24 teams | Luke Jensen Laurie Warder              | Paul Haarhuis Mark Koevermans             | 5-7, 7-6, 6-4                          | Details                                |
| 26-04-1992        | Monte-Carlo Open                              | Championship Series SW | $ 1.020.000 | 24 teams | Boris Becker Michael Stich             | Petr Korda Karel Nováček                  | 6-4, 6-4                               | Details                                |
| 25-04-1993        | Monte-Carlo Open                              | Super 9                | $ 1.400.000 | 32 teams | Stefan Edberg Petr Korda (2)           | Paul Haarhuis Mark Koevermans             | 3-6, 6-2, 7-6                          | Details                                |
| 24-04-1994        | Monte-Carlo Open                              | Super 9                | $ 1.470.000 | 32 teams | Nicklas Kulti Magnus Larsson           | Jevgeni Kafelnikov Daniel Vacek           | 3-6, 7-6, 6-4                          | Details                                |
| 30-04-1995        | Monte-Carlo Open                              | Super 9                | $ 1.545.000 | 32 teams | Jacco Eltingh (1) Paul Haarhuis (1)    | Luis Lobo Javier Sánchez                  | 6-3, 6-4                               | Details                                |
| 28-04-1996        | Monte-Carlo Open                              | Super 9                | $ 1.950.000 | 32 teams | Ellis Ferreira Jan Siemerink           | Jonas Björkman Nicklas Kulti              | 2-6, 6-3, 6-2                          | Details                                |
| 27-04-1997        | Monte-Carlo Open                              | Super 9                | $ 2.050.000 | 28 teams | Donald Johnson Francisco Montana       | Jacco Eltingh Paul Haarhuis               | 7-6, 2-6, 7-6                          | Details                                |
| 26-04-1998        | Monte-Carlo Open                              | Super 9                | $ 2.200.000 | 28 teams | Jacco Eltingh (2) Paul Haarhuis (2)    | Todd Woodbridge Mark Woodforde            | 6-4, 6-2                               | Details                                |
| 25-04-1999        | Monte-Carlo Open                              | Super 9                | $ 2.200.000 | 28 teams | Olivier Delaître Tim Henman (1)        | Jiří Novák David Rikl                     | 6-2, 6-3                               | Details                                |
| 23-04-2000        | Tennis Masters Series - Monte-Carlo           | Masters Series         | $ 2.450.000 | 32 teams | Wayne Ferreira Jevgeni Kafelnikov      | Paul Haarhuis Sandon Stolle               | 6-3, 2-6, 6-1                          | Details                                |
| 22-04-2001        | Tennis Masters Series - Monte-Carlo           | Masters Series         | $ 2.450.000 | 32 teams | Jonas Björkman (1) Todd Woodbridge (1) | Joshua Eagle Andrew Florent               | 3-6, 6-4, 6-2                          | Details                                |
| 21-04-2002        | Tennis Masters Series - Monte-Carlo           | Masters Series         | $ 2.328.000 | 32 teams | Jonas Björkman (2) Todd Woodbridge (2) | Paul Haarhuis Jevgeni Kafelnikov          | 6-3, 3-6, [10-7]                       | Details                                |
| 20-04-2003        | Tennis Masters Series - Monte-Carlo           | Masters Series         | $ 2.200.000 | 24 teams | Mahesh Bhupathi Maks Mirni (1)         | Michaël Llodra Fabrice Santoro            | 6-4, 3-6, 7-6                          | Details                                |
| 25-04-2004        | Tennis Masters Series - Monte-Carlo           | Masters Series         | $ 2.200.000 | 24 teams | Tim Henman (2) Nenad Zimonjić (1)      | Gastón Etlis Martín Rodríguez             | 7-5, 6-2                               | Details                                |
| 17-04-2005        | ATP Master Series Monte Carlo                 | Masters Series         | $ 2.200.000 | 24 teams | Leander Paes Nenad Zimonjić (2)        | Bob Bryan Mike Bryan                      | Walk-over                              | Details                                |
| 23-04-2006        | Masters Series Monte-Carlo presented by Rolex | Masters Series         | $ 2.200.000 | 24 teams | Jonas Björkman (3) Maks Mirni (2)      | Fabrice Santoro Nenad Zimonjić            | 6-2, 7-6                               | Details                                |
| 22-04-2007        | Masters Series Monte-Carlo presented by Rolex | Masters Series         | $ 2.200.000 | 24 teams | Bob Bryan (1) Mike Bryan (1)           | Julien Benneteau Richard Gasquet          | 6-2, 6-1                               | Details                                |
| 27-04-2008        | Masters Series Monte-Carlo presented by Rolex | Masters Series         | € 2.057.000 | 24 teams | Rafael Nadal Tommy Robredo             | Mahesh Bhupathi Mark Knowles              | 6-3, 6-3                               | Details                                |
| 19-04-2009        | Monte-Carlo Rolex Masters                     | Masters 1000           | € 2.227.500 | 24 teams | Daniel Nestor Nenad Zimonjić (3)       | Bob Bryan Mike Bryan                      | 6-1, 6-4                               | Details                                |
| 18-04-2010        | Monte-Carlo Rolex Masters                     | Masters 1000           | € 2.227.500 | 24 teams | Daniel Nestor(2) Nenad Zimonjić (4)    | Mahesh Bhupathi Maks Mirni                | 6-3, 2-0                               | Details                                |
| 17-04-2011        | Monte-Carlo Rolex Masters                     | Masters 1000           | € 2.227.500 | 24 teams | Bob Bryan (2) Mike Bryan (2)           | Juan Ignacio Chela Bruno Soares           | 6-3, 6-2                               | Details                                |
| 22-04-2012        | Monte-Carlo Rolex Masters                     | Masters 1000           | € 2.227.500 | 24 teams | Bob Bryan (3) Mike Bryan (3)           | Daniel Nestor Maks Mirni                  | 6-2, 6-3                               | Details                                |
| 21-04-2013        | Monte-Carlo Rolex Masters                     | Masters 1000           | € 2.646.495 | 24 teams | Julien Benneteau Nenad Zimonjić (5)    | Bob Bryan Mike Bryan                      | 4-6, 7-6(4), [14-12]                   | Details                                |
| 20-04-2014        | Monte-Carlo Rolex Masters                     | Masters 1000           | € 2.884.675 | 24 teams | Bob Bryan (4) Mike Bryan (4)           | Ivan Dodig Marcelo Melo                   | 6-3, 3-6, [10-8]                       | Details                                |
| 19-04-2015        | Monte-Carlo Rolex Masters                     | Masters 1000           | € 3.288.530 | 24 teams | Bob Bryan (5) Mike Bryan (5)           | Simone Bolelli Fabio Fognini              | 7-6(3), 6-1                            | Details                                |
| 17-04-2016        | Monte-Carlo Rolex Masters                     | Masters 1000           | € 3.748.925 | 24 teams | Pierre-Hugues Herbert Nicolas Mahut    | Jamie Murray Bruno Soares                 | 4-6, 6-0, [10-6]                       | Details                                |
| 23-04-2017        | Monte-Carlo Rolex Masters                     | Masters 1000           | € 4.273.775 | 24 teams | Rohan Bopanna Pablo Cuevas             | Feliciano López Marc López                | 6-3, 3-6, [10-4]                       | Details                                |
| 22-04-2018        | Monte-Carlo Rolex Masters                     | Masters 1000           | € 4.872.105 | 24 teams | Bob Bryan (6) Mike Bryan (6)           | Oliver Marach Mate Pavić                  | 7-6(5), 6-3                            | Details                                |
| 21-04-2019        | Monte-Carlo Rolex Masters                     | Masters 1000           | € 5.207.405 | 24 teams | Nikola Mektić (1) Franko Škugor        | Robin Haase Wesley Koolhof                | 6-7(3), 7-6(3), [11-9]                 | Details                                |
| 19-04-2020        | Monte-Carlo Rolex Masters                     | Masters 1000           | € 5.433.555 | 24 teams | Geen toernooi wegens de coronapandemie | Geen toernooi wegens de coronapandemie    | Geen toernooi wegens de coronapandemie | Geen toernooi wegens de coronapandemie |
| 18-04-2021        | Monte-Carlo Rolex Masters                     | Masters 1000           | € 2.460.585 | 24 teams | Nikola Mektić (2) Mate Pavić           | Daniel Evans Neal Skupski                 | 6-3, 4-6, [10-7]                       | Details                                |
| 17-04-2022        | Monte-Carlo Rolex Masters                     | Masters 1000           | € 5.415.410 | 24 teams | Rajeev Ram Joe Salisbury               | Juan Sebastián Cabal Robert Farah Maksoud | 6-4, 3-6 [10-7]                        | Details                                |
| 16-04-2023        | Monte-Carlo Rolex Masters                     | Masters 1000           | € 5.779.335 | 24 teams | Ivan Dodig Austin Krajicek             | Romain Arneodo Sam Weissborn              | 6–0, 4–6, [14–12]                      | Details                                |
| 14-04-2024        | Monte-Carlo Rolex Masters                     | Masters 1000           | € 5.950.575 | 24 teams | Sander Gillé Joran Vliegen             | Alexander Zverev Marcelo Melo             | 5–7, 6-3, [10–5]                       | Details                                |
| 13-04-2025        | Monte-Carlo Rolex Masters                     | Masters 1000           | € 6.128.940 | 28 teams | Romain Arneodo Manuel Guinard          | Julian Cash Lloyd Glasspool               | 1–6, 7–6(8), [10–8]                    | Details                                |

## Statistieken

### Meeste enkelspeltitels
| Aantal titels | Speler             | Jaren                                                            |
| ------------- | ------------------ | ---------------------------------------------------------------- |
| 11            | Rafael Nadal       | 2005, 2006, 2007, 2008, 2009, 2010, 2011, 2012, 2016, 2017, 2018 |
| 6             | Reginald Doherty   | 1897, 1898, 1899, 1902, 1903, 1904                               |
| 5             | Anthony Wilding    | 1908, 1911, 1912, 1913, 1914                                     |
| 4             | Laurence Doherty   | 1900, 1901, 1905, 1906                                           |
| 3             | Gordon Lowe        | 1920, 1921, 1923                                                 |
| 3             | Henri Cochet       | 1927, 1929, 1931                                                 |
| 3             | Nicola Pietrangeli | 1961, 1967, 1968                                                 |
| 3             | Ilie Năstase       | 1971, 1972, 1973                                                 |
| 3             | Björn Borg         | 1977, 1979, 1980                                                 |
| 3             | Thomas Muster      | 1992, 1995, 1996                                                 |
| 3             | Stéfanos Tsitsipás | 2021, 2022, 2024                                                 |

### Meeste enkelspeltitels per land
| Aantal titels | Land                |
| ------------- | ------------------- |
| 20            | Spanje              |
| 17            | Verenigd Koninkrijk |
| 11            | Frankrijk           |
| 8             | Zweden              |
| 7             | Australië           |
| 5             | Italië              |
| 5             | Verenigde Staten    |
| 4             | Hongarije           |
| 4             | Argentinië          |
| 4             | Roemenië            |
| 3             | Tsjecho-Slowakije   |
| 3             | Oostenrijk          |
| 3             | Griekenland         |
| 2             | nazi-Duitsland      |
| 2             | Joegoslavië         |
| 2             | Polen               |
| 2             | Brazilië            |
| 2             | Servië              |

### Enkel- en dubbelspeltitel in hetzelfde jaar vanaf 1968
| Tennisser    | Jaar        |
| ------------ | ----------- |
| Ilie Năstase | 1971 & 1973 |
| Rafael Nadal | 2008        |

### Baansnelheid
| Court Pace Index                                     |
| ---------------------------------------------------- |
|                                                      |
| ■ Traag ■ Medium traag ■ Medium ■ Medium snel ■ Snel |

Bron: The Racquet Court Speed Data, Court Pace Index: Tennis court speeds Tennis Warehouse Forum, Nick Lester Twitter. Matthew Willis Twitter, @Stroppa_Del (2019) Twitter

### Toeschouwersaantallen
| Jaar | Toeschouwers | Jaar | Toeschouwers | Jaar | Toeschouwers |
| ---- | ------------ | ---- | ------------ | ---- | ------------ |
| 2009 | 124.000      | 2015 |              | 2021 |              |
| 2010 |              | 2016 | 135.652      | 2022 |              |
| 2011 | 125.000      | 2017 | 135.809      | 2023 | 140.000      |
| 2012 | 127.000      | 2018 | 136.000      |      |              |
| 2013 | 127.000      | 2019 | 135.656      |      |              |
| 2014 | 131.472      | 2020 |              |      |              |

1969 · 1970 · 1971 · 1972 · 1973 · 1974 · 1975 · 1976 · 1977 · 1978 · 1979 · 1980 · 1981 · 1982 · 1983 · 1984 · 1985 · 1986 · 1987 · 1988 · 1989 · 1990 · 1991 · 1992 · 1993 · 1994 · 1995 · 1996 · 1997 · 1998 · 1999 · 2000 · 2001 · 2002 · 2003 · 2004 · 2005 · 2006 · 2007 · 2008 · 2009 · 2010 · 2011 · 2012 · 2013 · 2014 · 2015 · 2016 · 2017 · 2018 · 2019 · 2020 · 2021 · 2022 · 2023 · 2024
ITF-toernooien (mannen en vrouwen)

ATP-toernooien (mannen) – ATP-seizoen 2025

WTA-toernooien (vrouwen) – WTA-seizoen 2025

Voormalige toernooien mannen
Voormalige toernooien vrouwen
Voormalige amateurtoernooien